# Jean Louis Ebénézer Reynier
Jean Louis Ebénézer Reynier (14 de janeiro de 1771 - 27 de fevereiro de 1814) subiu de posto para se tornar um general do exército francês durante as Guerras Revolucionárias Francesas. Ele liderou uma divisão sob Napoleão Bonaparte na campanha francesa no Egito e na Síria. Durante as Guerras Napoleônicas, ele continuou a deter importantes comandos de combate, eventualmente liderando um corpo de exército durante a Guerra Peninsular em 1810-1811 e durante a Guerra da Sexta Coalizão em 1812-1813  .
1. ↑  Bowden & Tarbox, p 152-154
2. ↑  Horward-Pelet, p 175